# Herb powiatu chrzanowskiego
Herb powiatu chrzanowskiego – jeden z symboli powiatu chrzanowskiego.

## Wygląd i symbolika
Herb przedstawia na tarczy dwudzielnej w słup w polu prawym wizerunek Orła Białego (połuorzeł) w koronie, w czerwonym polu, a w polu lewym postać świętego Mikołaja (patrona parafii w śródmieściu Chrzanowa) w szatach pontyfikalnych i w mitrze biskupiej, z trzema złotymi kulami w ręce prawej i pastorałem w ręce lewej.
Postać świętego Mikołaja nawiązuje do dawnego herbu Chrzanowa, używanego przed włączeniem miasta do Księstwa Warszawskiego.